# Swammerdamella pediculata
Swammerdamella pediculata är en tvåvingeart som beskrevs av Oswald Duda 1928. Swammerdamella pediculata ingår i släktet Swammerdamella och familjen dyngmyggor. Inga underarter finns listade i Catalogue of Life.